# Rue Maurice-Gignoux
La rue Maurice-Gignoux, quelquefois dénommée « montée de Rabot » ou « montée du Rabot », correspondant à son ancien nom, est une voie publique de la commune française de Grenoble, en très forte pente (fait très rare dans cette ville).

## Situation et accès

### Situation
Cette rue est située dans le quartier Saint-Laurent, un des secteurs les plus anciens et historiques de la ville de Grenoble.
Le quartier Saint-Laurent à Grenoble est un secteur urbain assez resserré entre l'Isère et les premières pentes du mont Rachais, marqué par le replat du mont Jalla, lequel constitue l'extrémité sud du massif de la Chartreuse. 
Cette voie en forte pente, dans une ville pourtant souvent présentée comme étant la plus plate de France, débute par un tunnel, quai Perrière, face à la rive droite de l'Isère et se termine au Fort Rabot, devenue la Cité Universitaire Rabot. Cette voie permet de rejoindre en voiture et en autobus l'entrée du musée Dauphinois. Elle est située non loin du Pont Marius-Gontard qui permet de rejoindre la rive gauche de l'Isère. Dans l'Y grenoblois, cette voie est située entre les deux branches supérieures du Y.
Cette voie est ouverte aux véhicules de tourisme, aux cycles et aux piétons qui pourront cependant lui préférer la monte de Chalemont, entièrement piétonne, pour accéder au musée dauphinois qui se situe au carrefour de ces deux voies.
Le quai Perrière qui longe l'Isère, à proximité immédiate de cette rue, est une partie de la RD 590 qui relie la Porte de France (RD1075) avec la commune de Meylan (RD1090).

### Accès

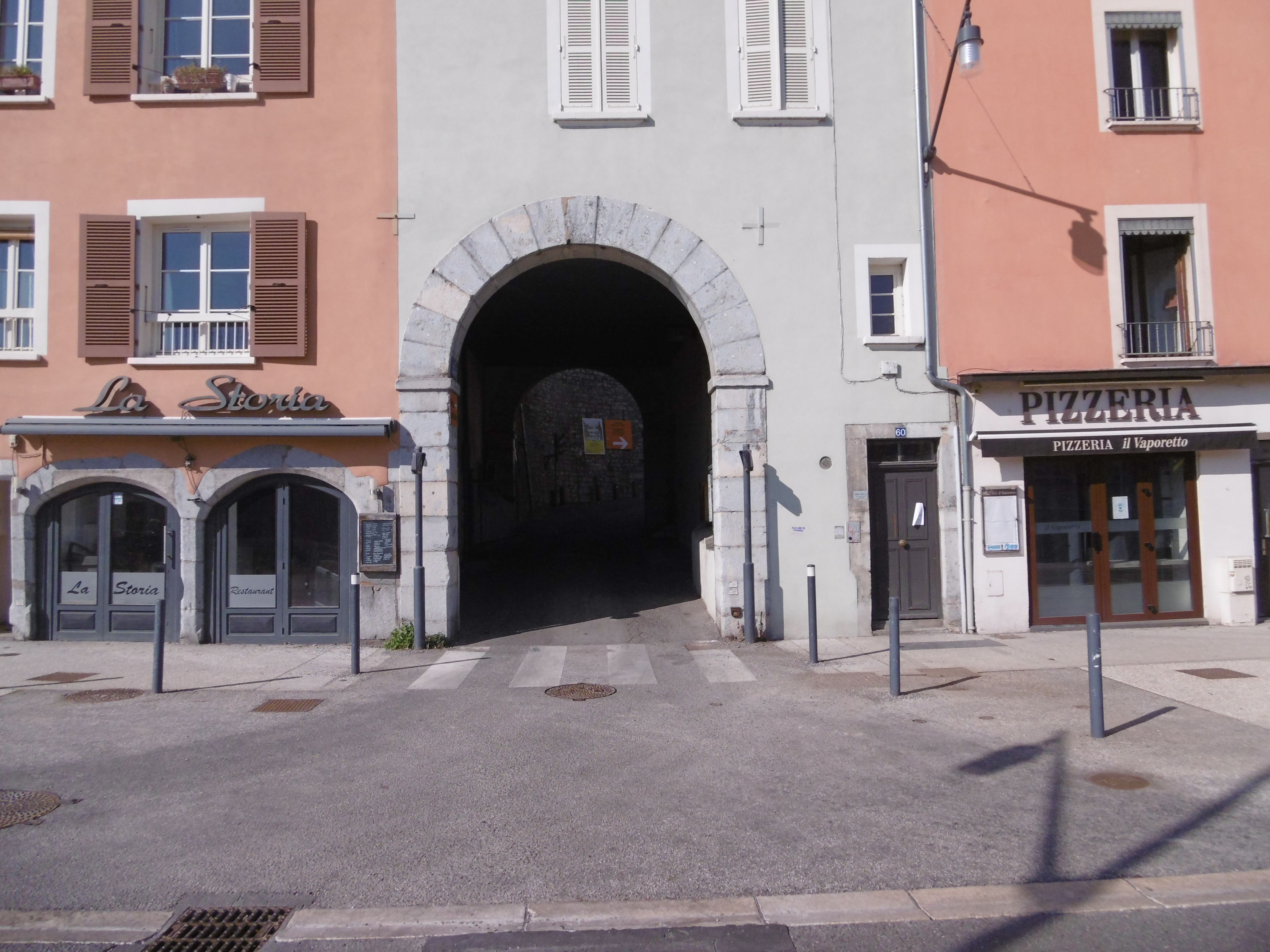
Entrée du tunnel de la rue Maurice-Gignoux sur le quai Perrière

La rue Maurice Gignoux est desservie directement par la ligne de bus Flexo de Grenoble n°40 qui démarre de la place Victor-Hugo pour s'achever au Fort Rabot, mais aussi par les lignes A, B et ligne D du réseau de tramway de l'agglomération grenobloise. La station la plus proches est située en centre ville, de l'autre côté de l'Isère et se dénomme Dubedout - Maison du Tourisme.
Formant de nombreux lacets avant de parvenir à l'ancien fort Rabot, la rue est plusieurs fois surplombée par les câbles du téléphérique de Grenoble Bastille, dont la station inférieure se situe face à l'entrée du tunnel de la rue, de l'autre côté de l'Isère.

## Origine du nom
Cette rue porte le nom de Maurice Gignoux, géographe français et chef du laboratoire de géologie à l'université de Grenoble, ses travaux de recherche permettant de mieux connaitre la géologie alpine,.

## Historique
En 1621, Le couvent de la Visitation Sainte-Marie-d'en-haut ouvre ses portes, à l'angle de la montée rabot et de la montée de Chalemont, vestige de l'ancienne voie romaine, afin d'y accueillir des moniales cloîtrées, issues des plus grandes familles de Grenoble.

## Bâtiments remarquables et lieux de mémoire

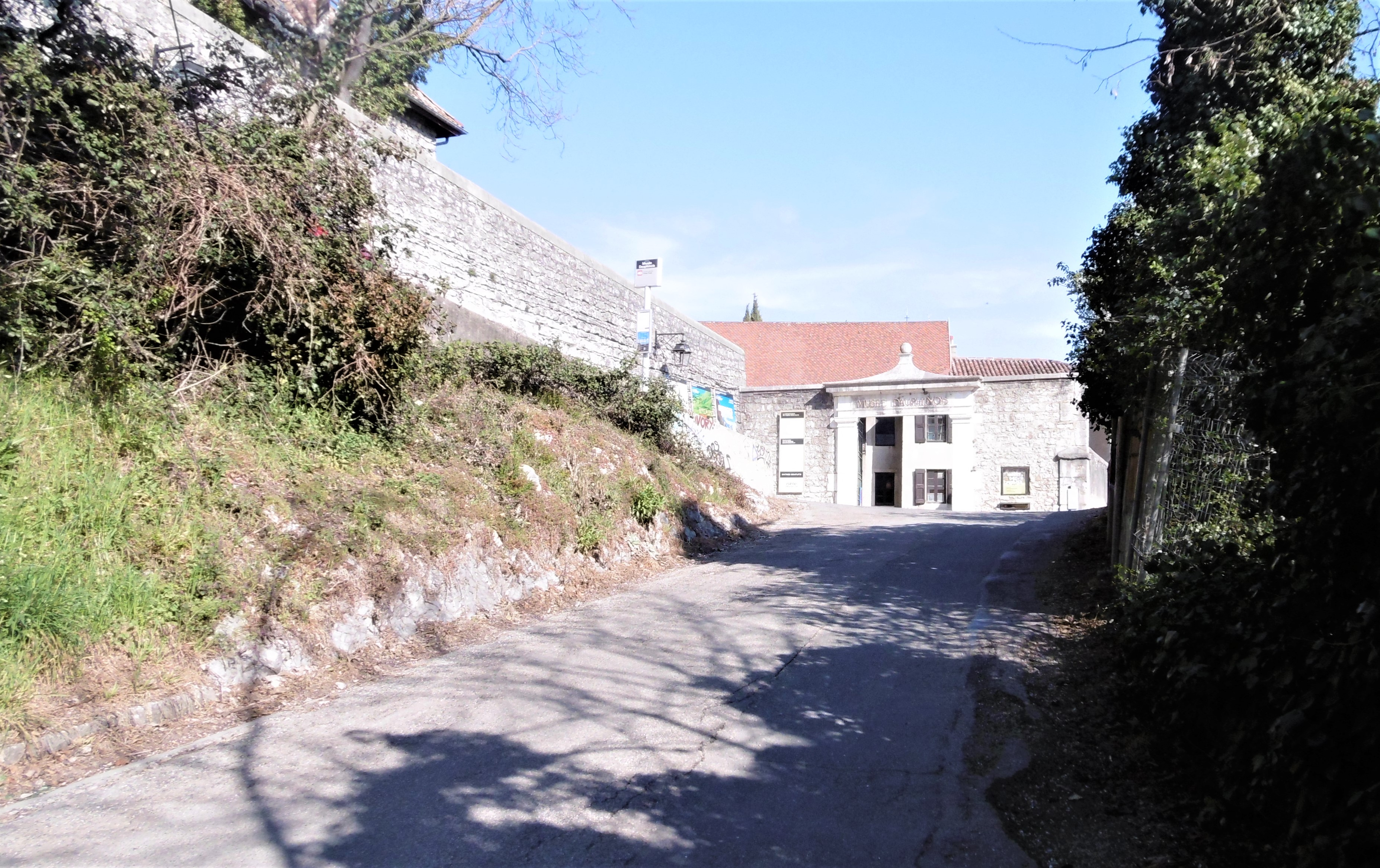
Entrée du musée Dauphinois dans le second virage de la rue

### Monastère Sainte-Marie-d'en-Haut (Musée dauphinois)
Malgré l'installation du musée dauphinois en 1968, le monastère Sainte-Marie-d'en-Haut a conservé l'essentiel de ses bâtiments et notamment le cloître, le chœur des religieuses. Classé au titre des monuments historiques (la chapelle par décret du 19 juin 1916 et les façades et toitures de l'ensemble des autres bâtiments par arrêté du 3 novembre 1965) l'ensemble est situé au 13, montée de Chalemont, non loin de l'angle formé avec la rue Maurice Gignoux. Un portique, situé près du couvent rappelle par une inscription sur marbre noir, que Saint-François de Sales est le fondateur de ce monastère dont la première pierre en fut posée le 21 octobre 1619 par la princesse Christine de France, fille d'Henri IV.

### Institut de géographie alpine
Dans les années 1960, lors du développement de structures universitaires, l’institut de géographie alpine de Grenoble s'installe sur la pente sud de colline de la Bastille et plus précisément près de l'ancien fort du Rabot, au 17, rue Maurice-Gignoux, dans un nouveau bâtiment neuf adjacent à celui de l’Institut de géologie Dolomieu 
En 2001, les bâtiments de l’institut étant jugés trop vétustes, l’institut déménage dans de nouveaux locaux à la Cité des territoires laissant le bâtiment dans un abandon complet. Celui-ci est acheté par un promoteur privé à la suite d'un appel d'offres de l'État en 2011. Le 28 janvier 2013, l'immeuble est déclaré en état d'abandon manifeste par le conseil municipal : poubelles incendiées, débris de verre, tags, et squats successifs, devenant un lieu de non-droit et libre d'accès. En juin 2016, avec la vente aux enchères du bâtiment voisin par l'université, le projet d'une résidence hôtelière de luxe est lancé pour cet édifice.

### Fort Rabot

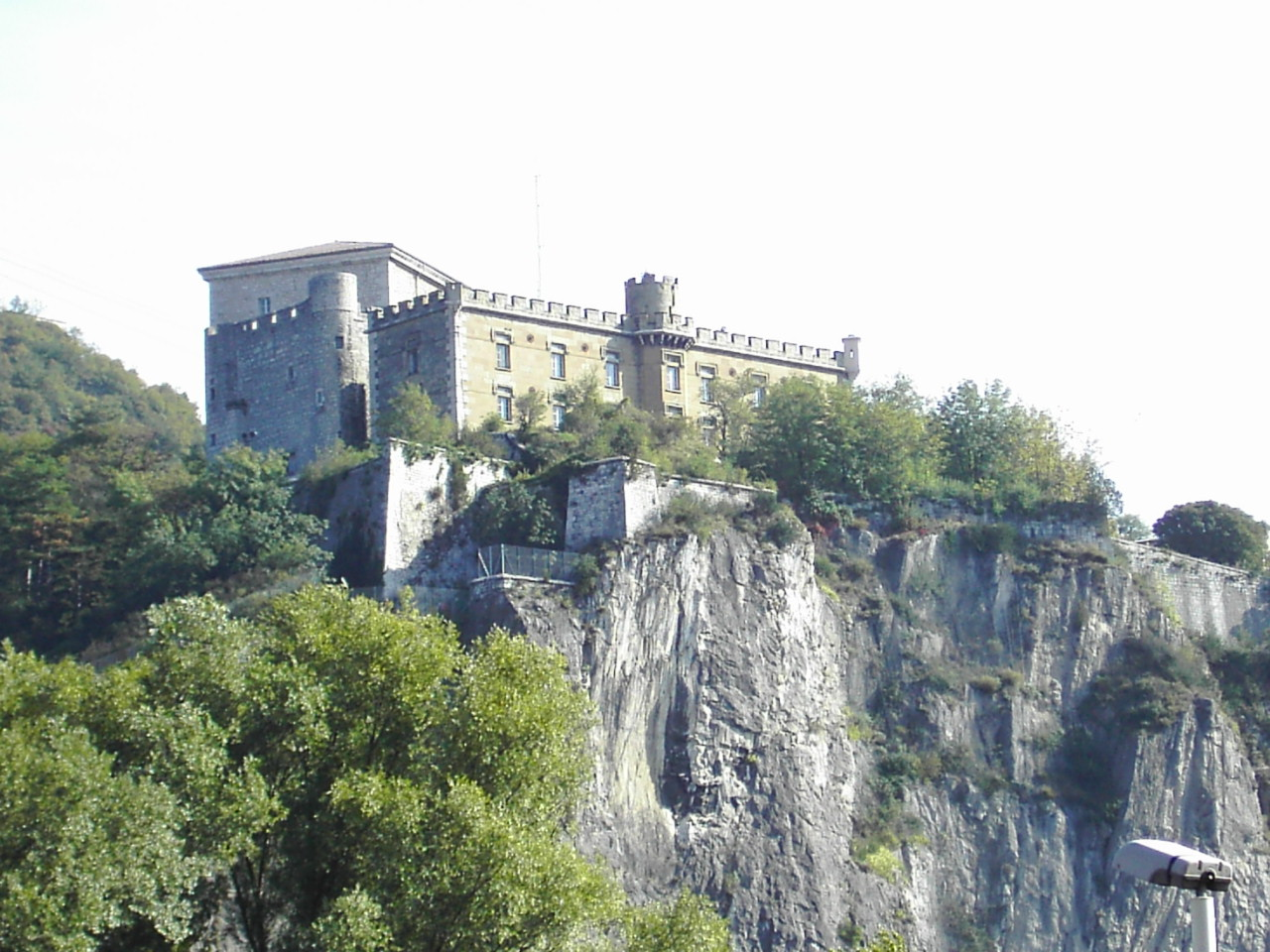
Vue sur le Fort Rabot

Le fort Rabot est situé dans l'enceinte des murailles que constitue l'ensemble des fortifications de Grenoble Bastille. 
Construit de 1840 à 1847, à proximité de la vieille maison-forte Rabot datant du XVe siècle et à environ cinquante mètres au-dessus de la ville, sa vocation est d'héberger jusqu'à 900 hommes de troupe avec leurs officiers, d'abriter les hangars d'artillerie ainsi qu'un magasin à poudre loin du front probable d'attaque. Son accès est contrôlé par une porte monumentale équipée d'un pont-levis. Depuis 1970, le site du fort est la propriété de l'université de Grenoble qui l'a aménagé en résidence universitaire.